# Gérard Ben Arous

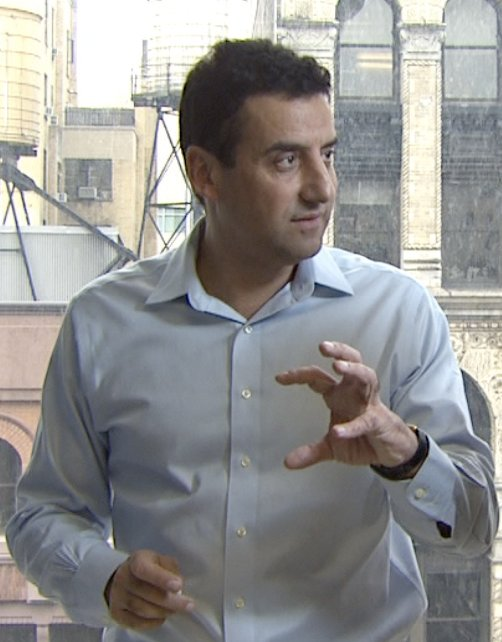
Gérard Ben Arous, 2015

Gérard Ben Arous  (* 26. Juni 1957) ist ein französischer Mathematiker, der sich vor allem mit Stochastik und Differentialgeometrie beschäftigt.

## Leben

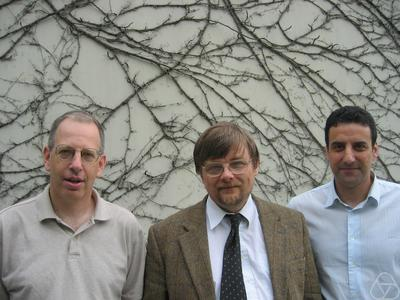
Gérard Ben Arous (rechts) in Oberwolfach 2008 mit Amir Dembo (links), Terence Lyons (Mitte)

Ben Arous studierte an der École normale supérieure (ENS, Abschluss mit der Maitrise 1978), an der Universität Paris-Süd in Orsay (Diplom in Statistik 1979) und der Universität Paris VI (Mathematik Diplom 1980). 1981 wurde er bei Robert Azencott an der Universität Paris VII promoviert. 1982/83 war er als Post-Doc an der University of Colorado bei Daniel Stroock. 1987 habilitierte er sich (These d’Etat) und wurde Maitre de Conferences an der ENS. 1988 wurde er Professor an der Universität Paris-Süd, wo er 1992 bis 1994 Direktor des Labors für Mathematik war. 1994 bis 1997 war er Professor und Direktor des Labors für Mathematik und Informatik der ENS. 1997 bis 2007 war er Professor für Angewandte Wahrscheinlichkeitstheorie an der École Polytechnique Fédérale de Lausanne, wo er 2001 das Bernoulli Institut gründete. Ab 2002 war er Professor am Courant Institute of Mathematical Sciences of New York University.
Er befasst sich mit Wahrscheinlichkeitstheorie wie Theorie großer Abweichungen und auch mit Anwendungen zum Beispiel auf Spin-Gläser, Diffusion und Transport in ungeordneten Medien und Alterungsprozesse von Glas.
1993 erhielt er den Rollo-Davidson-Preis. 1996 hielt er einen Plenarvortrag auf dem 2. Europäischen Mathematikerkongress (Large deviations as a common probabilistic tool for some problems of analysis, geometry and physics)  und 2002 war er Invited Speaker auf dem Internationalen Mathematikerkongress (ICM) in Peking (Aging and Spin Glass Dynamics). Er war Herausgeber des Journal of the European Mathematical Society. 2015 wurde er in die American Academy of Arts and Sciences gewählt, 2020 in die National Academy of Sciences.
Er war Mitglied von Bourbaki.
Zu seinen Doktoranden zählen Raphaël Cerf, Jiři Černý, Sandrine Péché und Alice Guionnet.